# Haplodina
Haplodina is een geslacht van schimmels in de familie Roccellaceae. 

## Soorten
Volgens Index Fungorum telt het geslacht drie soorten (peildatum maart 2022):
| Soortnaam            | Auteur(s) | Publicatiejaar |
| -------------------- | --------- | -------------- |
| Haplodina alutacea   | Zahlbr.   | 1930           |
| Haplodina corticola  | Zahlbr.   | 1930           |
| Haplodina microcarpa | Zahlbr.   | 1930           |